# Тройная граница

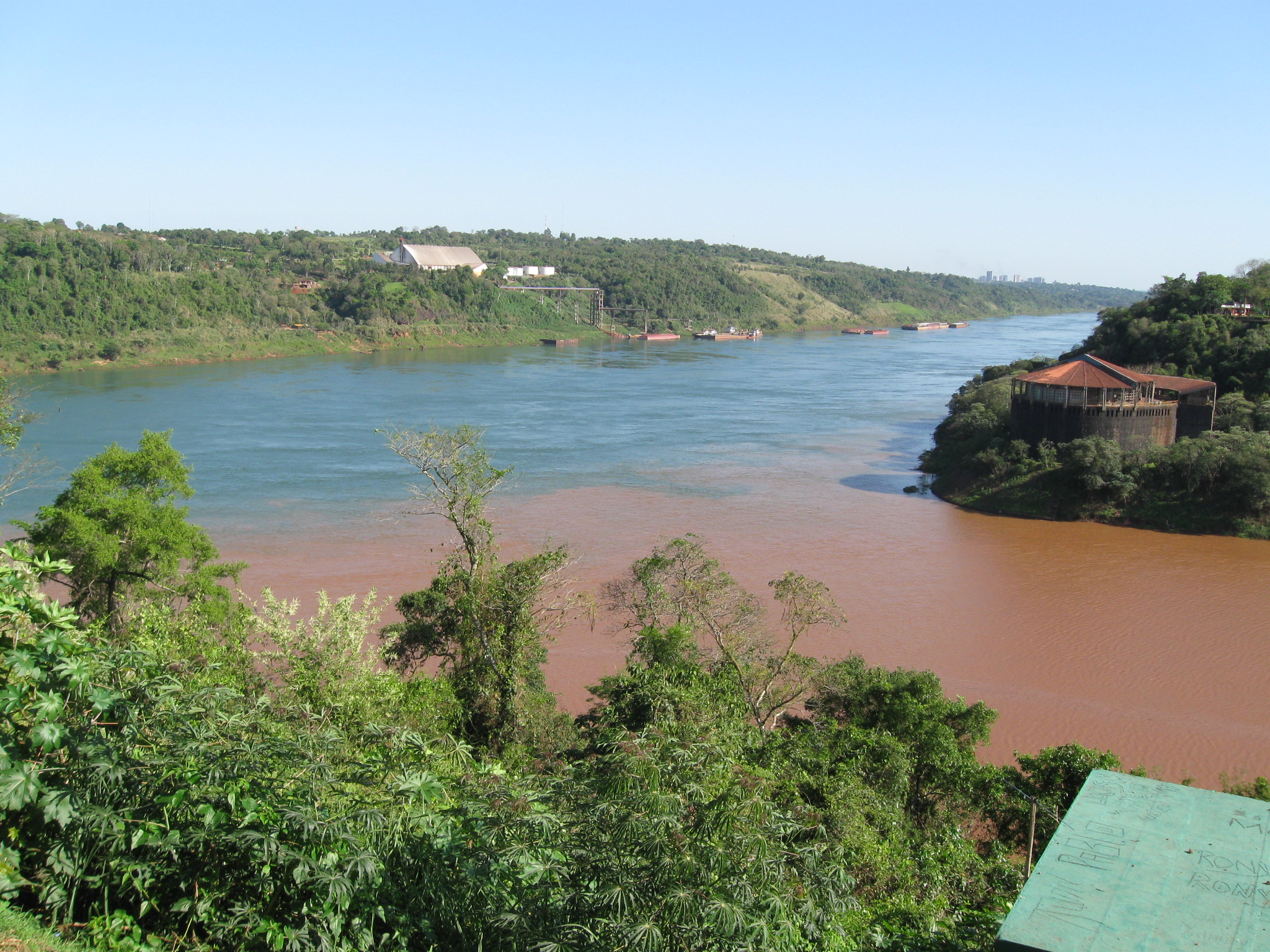

Тройная граница (на испанском: La Triple Frontera, на португальском: Tríplice Fronteira) — это трёхсторонняя пограничная область между Парагваем, Аргентиной и Бразилией, где соединяются реки Игуасу и Парана. Вблизи точки слияния рек располагаются такие города, как Сьюдад-дель-Эсте (Парагвай), Пуэрто-Игуасу (Аргентина) и Фос-ду-Игуасу (Бразилия). Данная область находится вблизи водопадов Игуасу и гидроэлектростанции Итаипу. Не стоит путать данную область с другим пограничным стыком, Трес-Фронтерас.

## Население
Население Тройной границы сконцентрировано в трех пограничных городах. Крупнейшим среди них является Сьюдад-дель-Эсте, который населяют 390 тысяч человек (2010), а самым маленьким — Пуэрто-Игуасу с населением в 82 тысячи. Фос-де-Игуасу, один из бразильских туристических центров, населяют 300 тысяч человек. Арабские и азиатские диаспоры, представляющие значительную часть городского населения данной области, по приблизительным оценкам составляют 50 тысяч человек. Самая многочисленная община — ливанская: гражданская война привела к массовой миграции её жителей, многие из которых нашли себе пристанище в парагвайском городе Сьюдад-дель-Эсте.

## Туризм
Тройная граница является важным туристическим объектом, располагающимся вблизи другой туристической достопримечательности — Области Великих Вод. Также можно увидеть мост Танкредо Небеса, который соединяет аргентинский Пуэрто-Игуасу с его бразильским соседом, Фос-де-Игуасу. В точке пересечения границ каждая из трех стран установила обелиск, окрашенный в цвета соответствующего национального флага. С места расположения обелиска можно увидеть все страны.
Водоносный горизонт Гуарани вероятно является самым большим в мире резервуаром пресной, пригодной для питья воды, и находится он прямо под землей, на которой располагается Тройная граница. Наибольшая часть (71 %) из 1,2 млн квадратных километров данной области располагается на территории Бразилии.

## Террористические атаки
Правительство США заявляет о «непоколебимых доказательствах» присутствия радикальных исламских групп на территории Тройной границы, которые «финансируют террористические атаки». Полагают, что такие группировки как египетская Аль-Гамаа аль-исламийя, Исламский джихад, Хезболла и Аль-Каида получают доход от осуществления террористической деятельности в данном регионе.

Особенности географического расположения региона, необузданная коррупция и слабая судебная система не дает возможности объективно оценить уровень организованной преступности и связанной с ней незаконной деятельности. Более того, парагвайская сторона является наиболее удобной для осуществления террористической деятельности по причине отсутствия в данной стране антитеррористических законов. Таким образом, финансовая поддержка террористических организаций не преследуется по закону и деятельность таковых ничем не контролируется. Согласно заявлению представителей США и специалистов по правоприменению, знакомых с ситуацией в регионе, «поддерживаемое Ираном незаконное вооруженное формирование „Хезболла“ обеспечивает хорошую финансовую поддержку радикальным исламистам, базирующимся в данном регионе». 

Специалист по противодействию терроризму из исследовательской группы Пентагона по вопросам национальной безопасности описал Тройную границу как «наиважнейшую базу Хезболлы за пределами Ливана, дом для сообщества опасных фанатиков, готовых вкладывать свои деньги в развитие Хезболлы». Среди 25 тысяч ливанских арабов, проживающих в регионе, не все поддерживают терроризм, но значительная часть открыто признается в оказании финансовой поддержки Хезболле и местные шиитские мечети «обязаны тоже их финансировать».

Власти Парагвая сообщают о наличии доказательств финансирования связанных с терроризмом организаций, проявляющихся в объёме финансовых потоков, направленных из Парагвая на Ближний Восток, говорит Карлос Атембергер, глава Департамента исследований и противодействия терроризму в Парагвае. В подтверждение Парагвай сообщил о прибытии 400 солдат США «для совместных военных учений, осуществления программ попротиводействию городскому терроризму, осуществления общественной безопасности и гуманитарной поддержки», говорится в Washington Post. Тем не менее, в октябре 2006 года Парагвай принял решение не продлять срок действия данного соглашения. 

В 2005 году власти всех трех стран сообщили, что создадут разведочный центр в Фос-ду-Игуасу специально для контроля над ситуацией.
Туристы, посещающие данный город, подвергают сомнению сообщения о террористической активности в регионе.